# Kalnîbolota, Novoarhanhelsk
Kalnîbolota (în ucraineană Кальниболота) este localitatea de reședință a comunei Kalnîbolota din raionul Novoarhanhelsk, regiunea Kirovohrad, Ucraina.

## Demografie
Componența lingvistică a localității Kalnîbolota
     Ucraineană (97,9%)
     Rusă (1,4%)
Conform recensământului din 2001, majoritatea populației localității Kalnîbolota era vorbitoare de ucraineană (97,9%), existând în minoritate și vorbitori de rusă (1,4%).